# Rimke Joekoe
Rimke Joekoe (Paramaribo, 6 april 2003) is een Surinaams karateka. Rond haar negende speelde ze haar eerste internationale toernooi en twee jaar later behaalde ze haar eerste internationale goud in Curaçao.

## Biografie
Als jong meisje was ze energiek en was ze de hele tijd in de weer met koprolletjes en andere gymnastische bewegingen. Op haar vijfde schreven haar ouders haar in voor karate op de sportschool DOS. In 2009 deed ze in Paramaribo mee aan haar eerste toernooi en in 2010 werd ze in Curaçao derde tijdens haar eerste internationale toernooi. Twee jaar later kwam ze voor de tweede keer voor Suriname uit op Caraïbisch niveau en ging ze met de gouden medaille naar huis, de eerste in een serie van meerdere internationale gouden plakken.
Tijdens het toernooi van 2013 in Curaçao waren er geen meisjes uit haar leeftijdsklasse. Ze werd dat jaar ingedeeld bij de jongens en behaalde opnieuw een gouden medaille. De 'slechts' zilveren medailles die ze in 2014 en 2015 behaalde tijdens de Curaçao Open en de eerste editie van de Annual Caribbean Karate Championships in Suriname voelden als een nederlaag, en ook als een aansporing om harder te trainen. Vervolgens sleepte ze voor Suriname in 2017 en 2018 opnieuw goud binnen. Karateschool Seiken riep haar in 2018 uit tot Karateka van het jaar. In 2019 werd ze tijdens de VSJS Sport Awards uitgeroepen tot Junior Karateka van het jaar.
Tijdens de coronacrisis in Suriname kon ze niet naar haar sportschool voor trainingen en vielen wedstrijden uit. Door de stroeve voorbereidingen ging ook haar deelname in 2021 aan de Pan-Am Games in Cali, Colombia, niet door. Ze wordt gecoacht door haar oom André Joekoe.